# The Outlaw Johnny Black
The Outlaw Johnny Black  est un film d'action américain réalisé par Michael Jai White et sorti en 2021.

## Synopsis
Johnny Black est tombé dans le mal, déterminé à venger la mort de son père. Johnny Black jure d'abattre Brett Clayton et devient ainsi un homme recherché, tout en se faisant passer pour un pasteur dans une petite ville minière qui a été reprise par un baron foncier notoire.

## Fiche technique
Sauf indication contraire, les informations mentionnées dans cette section peuvent être confirmées par la base de données cinématographiques IMDb,  présente dans la section « Liens externes ».
- Réalisation : Michael Jai White
- Scénario :
- Genre : Western, action
- Durée : 130 minutes

## Distribution
- Michael Jai White : Johnny Black
- Byron Minns : Reverend Percival Fairman
- Anika Noni Rose : Jessie Lee
- Javad Rameza